# Створюємо бізнес-модель
Створюємо бізнес-модель (англ. Business Model Generation) — книга авторів Ів Піньє та Александера Остервальдера. Вперше опублікована 2010 року. 2017 року перекладена українською мовою видавництвом «Наш формат».

## Огляд книги
Практичний посібник для інноваторів, мрійників, фантазерів та тих, хто в силі кинути виклик і намагається усунути застарілі бізнес-моделі та створити підприємства майбутнього. Аби втримати або закріпити свої позиції на ринку, організація повинна адаптуватись до реалій сьогодення.
У книзі описано та проаналізовано найпоширеніші бізнес-моделі, засновані на концепціях всесвітньо відомих бізнес-аналітиків, що можуть застосовуватись вами для власних професійних потреб. Книга характеризує технологічні інновації провідних компаній світу, таких як 3M, Ericsson, Capgemini, Deloitte та інші.
9 елементів бізнес-моделі, на які наголошує автор: вибір ринку, визначення пропозиції, вибір каналів збуту, стратегія налагодження відносин з клієнтом, дохідний потік, ключові джерела, основний вид діяльності, партнерство, структура видатків.  [Архівовано 8 березня 2019 у Wayback Machine.]
Книга буде корисною для керівників, підприємців, лідерів, консультантів, менеджерів, та для тих, хто розпочинає новий бізнес або вдосконалює діючий. Якщо ви готові змінювати правила, відмовитись від застарілого мислення, тоді ви належите до нового бізнес покоління і ця книга саме для вас.  [Архівовано 6 жовтня 2018 у Wayback Machine.]

## Переклад українською
- Ів Піньє, Александер Остервальдер. Створюємо бізнес-модель / пер. Роман Корнута. К.: Наш Формат, 2017. — 288 с. — ISBN 978-617-7513-02-4